# Juan Ángel Hermosilla
Juan Ángel Hermosilla Torres (n. Luque, Paraguay, 26 de julio de 1984) y es un futbolista paraguayo. Juega de mediocampista y actualmente practica Futbol de Salón en Carapegueña  

## Clubes
| Club              | País     | Año         |
| ----------------- | -------- | ----------- |
| Sportivo Luqueño  | Paraguay | 2004 - 2008 |
| Leon              | México   | 2009        |
| Guaraní           | Paraguay | 2009        |
| 3 de Febrero      | Paraguay | 2010        |
| 29 de Setiembre   | Paraguay | 2011        |
| 2 de Mayo         | Paraguay | 2012        |
| Deportivo Capiatá | Paraguay | 2013        |
| Trinidense        | Paraguay | 2016        |
| Recoleta          | Paraguay | 2017 - 2018 |